# Jumilla (vi)
Jumilla és una denominació d'origen espanyola creada el 1961. Els seus nivells de producció de raïm varien entre els cinquanta i els setanta milions de quilos per any, i uns volums d'elaboració de vins d'aproximadament quaranta milions de litres per campanya.

## Zona de producció
La D.O. Jumilla abasta sis municipis d'Albacete (Albatana, Fuente-Álamo, Hellín, Montealegre del Castillo, Ontur i Tobarra) i un de murcià, Jumella, que és seu del Consell Regulador de la Denominació d'Origen de Jumella.
La superfície total de la D.O. és de 42.000 hectàrees de vinyer, on Jumella acapara la major extensió, amb 22.000 hectàrees. La gran majoria de ceps de raïms negres. Hi ha unes 47 cellers adscrits a aquesta Denominació.
En general, els sòls tenen un elevat nivell de calç i són pobres en matèria orgànica però posseeixen una gran capacitat de retenció de l'aigua i una permeabilitat mitjana.

## Varietats de Raïm
El marc geogràfic de la zona fan a aquestes terres ideals per al cultiu del raïm més important de la D.O.: el raïm monastrell a partir de la qual s'obtenen negres de color robí intens, amb tons violetes, abundants aromes fruiteres, franc en nas, càlids en boca, amb una graduació mitjana d'entre 12 i 14 graus, se'n redueix l'oxidació per a obtenir uns bons vins joves, criances o reserves.
Altres varietats són la garnatxa, la garnatxa tintera i l'ull de llebre, utilitzada per fabricar rosats, color vermell cirera, amb aromes fruiteres molt vius, plens i frescs en la boca. Recentment també s'han admès les varietats cabernet sauvignon i tempranillo.
Els vins blancs s'elaboren a partir de les varietats forcallat, pedro ximenes o macabeu, amel qué s'obté uns vins de color daurat, amb aromes vives, fruiteres i fragants, equilibrats en boca i rodons.